# Whisky de grain
Le whisky de grain est un whisky produit en partie à partir de grains autres que l'orge maltée.
La maische est ainsi constituée d'eau, de céréales non maltées, et d'une proportion de malt fournissant les enzymes nécessaires à la saccharification.
Ces whiskys sont habituellement distillés dans un appareil à distillation continue, permettant un meilleur rendement.
L'utilisation de céréales non maltées et du procédé de distillation continue permet de réduire très fortement les coûts de production de l'alcool, par rapport à un whisky de malt distillé dans un alambic à distillation fractionnée. Le whisky de grain est en général considéré comme ayant une saveur beaucoup moins complexe que ce dernier. 
En Écosse, il est principalement utilisé pour la réalisation de blends (notamment les scotch) ; il est alors mélangé à des single malts apportant leur arôme. Ses caractéristiques sont utilisées pour adoucir les single malts. Il arrive parfois que certains whiskies de grain vieillis soient embouteillés sous l'appellation Single Grain Scotch Whisky, et les meilleurs d'entre eux peuvent rivaliser avec les meilleurs single malts.
Le whisky de grain est apparu dans la première moitié du XIXe siècle après l’invention par Aeneas Coffey de l'appareil à distillation continue. À ses débuts, le grain utilisé était de l'orge non maltée, mais elle a été progressivement remplacée par un mélange de céréales à forte proportion de maïs, comprenant aussi de l’orge, de l’orge maltée, du seigle et du blé.

## Les distilleries
Il existe aujourd'hui six distilleries en activité en Écosse qui ne produisent que du whisky de grain:
- Cameronbridge
- Girvan
- North British
- Invergordon
- Strathclyde
- Starlaw

Deux distilleries produisent à la fois du Single Malt et du Whisky de grain:
- Loch Lomond
- LoneWolf (renommée BrewDog en 2019)